# Olszanka (powiat sejneński)
Olszanka – wieś w Polsce położona w województwie podlaskim, w powiecie sejneńskim, w gminie Sejny. Leży przy drodze krajowej nr 16.
W latach 1975–1998 miejscowość należała administracyjnie do województwa suwalskiego.
Według Pierwszego Powszechnego Spisu Ludności, przeprowadzonego w 1921 r., Olszanka liczyła 82 mieszkańców (45 kobiet i 37 mężczyzn), zamieszkałych w 15 domach. Zdecydowana większość mieszkańców wsi, w liczbie 65 osób, zadeklarowała wyznanie staroobrzędowe. Pozostali zgłosili wyznanie rzymskokatolickie (17 osób). Podział religijny mieszkańców miejscowości pokrywał się z ich strukturą narodowo-etniczną, bowiem 65 osób zadeklarowało narodowość rosyjską, a pozostałe 17 osób podało narodowość polską.
W okresie międzywojennym w miejscowości stacjonowała placówka Straży Granicznej I linii „Olszanka”.